# 한국화훼유통협회
한국화훼유통협회(韓國花卉流通協會)는 국민정서함양과 한국화훼유통업계의 발전을 꾀하고 문화생활수준의 향상에 기여하며 (주)로얄플라워체인본부의 회원 2,500여 화원경영자들로 구성된 회원들과의 정보교류와 친목도모 그리고 새로운 꽃꽂이 창작기술 개발과 나아가 대한민국 및 전세계 화훼유통서비스 제공이라는 활동목적으로 2007년 8월 29일에 설립된 화훼유통협회이며 회장및 설립자는 (주)로얄플라워 대표이사 고영복이다. 사무실은 경기도 고양시 일산동구 중앙로 1129, 서관동 2층 2008호 에 두고 있다. 그리고 서울지사는 (주)SJ드림 권병철 지사장이다. 또한 화훼산업 발전에 기여하기 위해 전문플로리스트 양성을 위한 로얄플라워트디자인학원을 설립하여 교육사업에도 힘쓰고 있다. 

## 주요 사업
- 한국화훼유통협회 회원들간의 다양한 정보공유와 교류
- 한국화훼유통협회 회원들간의 발주 및 수주 중계 업무
- 외국의 선진화훼유통 전문기술 도입을 위한 교육사업
- 외국 플로리스트협회와의 업무협약 및 정보교류와 상호간의 교육등의 국제적인 교육 네트워크 구축과 국제자격증 발급
- 화훼장식인식 개선을 위한 다양한 꽃꽂이기술과 화훼장식전문기술 교육
- 협회에서 규정한 일정교육을 이수하면 소정의 심사 후 플로리스트자격증 발급
- 협회에서 규정한 강사교육을 수료한 뒤 소정의 심사 후 협회 강사자격증을 취득하여 플로리스트강사로 활동이 가능함
- 화훼유통시장의 구조 개선을 통한 화훼산업 발전에 이바지
- 화훼유통시장의 가격 안정을 위한 공동구매 추진과 네트워크 구축
- 대한민국 및 전세계 화훼유통의 새로운 개념을 연구하고 시행하며 글로벌 시대에 발맞추어 세계화로 발돋움할 수 있도록 새로운 시스템 연구 및 개발
- 기타 본 협회의 목적을 달성하기 위하여 필요한 관련사업으로 교육사업, 문화예술, 네트워크 구축등